# Riesel (Teksas)
Riesel je grad u američkoj saveznoj državi Teksas. Prema popisu stanovništva iz 2010. u njemu je živjelo 1.007 stanovnika.